# Diócesis de Łowicz
La diócesis de Łowicz (en latín: Dioecesis Lovicensis y en polaco: Diecezja łowicka) es una circunscripción eclesiástica de la Iglesia católica en Polonia. Se trata de una diócesis latina, sufragánea de la arquidiócesis de Lodz. Desde el 12 de septiembre de 2024 su obispo es Wojciech Tomasz Osial.

## Territorio y organización
La diócesis tiene 5806 km² y extiende su jurisdicción sobre los fieles católicos de rito latino residentes en la parte nororiental del voivodato de Lodz y en algunos distritos de la parte centro-occidental del voivodato de Mazovia.
La sede de la diócesis se encuentra en la ciudad de Łowicz, en donde se halla la Catedral basílica de la Asunción de la Virgen María y de San Nicolás.
En 2023 en la diócesis existían 167 parroquias agrupadas en 21 decanatos.

## Historia
La diócesis de Łowicz fue erigida el 25 de marzo de 1992 como parte de la reorganización de las diócesis polacas deseada por el papa Juan Pablo II mediante la bula Totus Tuus Poloniae populus. Su territorio se obtuvo de las diócesis de Łódź (simultáneamente elevada al rango de arquidiócesis) y Płock y de la arquidiócesis de Varsovia, de la que originalmente era sufragánea.
El 7 de octubre de 1993, con la carta apostólica Christifideles dioecesis, el papa Juan Pablo II confirmó a santa Victoria y al beato Honorato Koźmiński, como principales patronos de la diócesis.
El 24 de febrero de 2004 pasó a formar parte de la provincia eclesiástica de Lodz.

## Estadísticas
Según el Anuario Pontificio 2024 la diócesis tenía a fines de 2023 un total de 569 350 fieles bautizados.
| Año                                                                             | Población            | Población | Población      | Sacerdotes | Sacerdotes    | Sacerdotes    | Bautizados por sacerdote | Diáconos permanentes | Religiosos | Religiosos | Parroquias |
| Año                                                                             | Bautizados católicos | Total     | % de católicos | Total      | Clero secular | Clero regular | Bautizados por sacerdote | Diáconos permanentes | Varones    | Mujeres    | Parroquias |
| ------------------------------------------------------------------------------- | -------------------- | --------- | -------------- | ---------- | ------------- | ------------- | ------------------------ | -------------------- | ---------- | ---------- | ---------- |
| 1999                                                                            | 594 000              | 596 000   | 99.7           | 398        | 334           | 64            | 1492                     |                      | 86         | 473        | 160        |
| 2000                                                                            | 592 761              | 594 761   | 99.7           | 384        | 324           | 60            | 1543                     |                      | 83         | 480        | 160        |
| 2001                                                                            | 586 536              | 588 556   | 99.7           | 382        | 322           | 60            | 1535                     | 2                    | 83         | 483        | 161        |
| 2002                                                                            | 606 219              | 608 259   | 99.7           | 385        | 325           | 60            | 1574                     | 2                    | 83         | 495        | 161        |
| 2003                                                                            | 604 354              | 606 414   | 99.7           | 370        | 310           | 60            | 1633                     |                      | 80         | 486        | 163        |
| 2004                                                                            | 604 354              | 606 414   | 99.7           | 380        | 320           | 60            | 1590                     |                      | 79         | 486        | 163        |
| 2013                                                                            | 607 825              | 609 479   | 99.7           | 390        | 325           | 65            | 1558                     |                      | 73         | 402        | 166        |
| 2016                                                                            | 604 685              | 605 308   | 99.9           | 380        | 311           | 69            | 1591                     |                      | 73         | 366        | 167        |
| 2019                                                                            | 583 495              | 602 730   | 96.8           | 380        | 313           | 67            | 1535                     |                      | 79         | 360        | 167        |
| 2021                                                                            | 583 169              | 601 186   | 97.0           | 359        | 303           | 56            | 1624                     |                      | 66         | 346        | 167        |
| 2023                                                                            | 569 350              | 598 802   | 95.1           | 344        | 286           | 58            | 1655                     |                      | 66         | 342        | 167        |
| Fuente: Catholic-Hierarchy, que a su vez toma los datos del Anuario Pontificio. |                      |           |                |            |               |               |                          |                      |            |            |            |

## Episcopologio

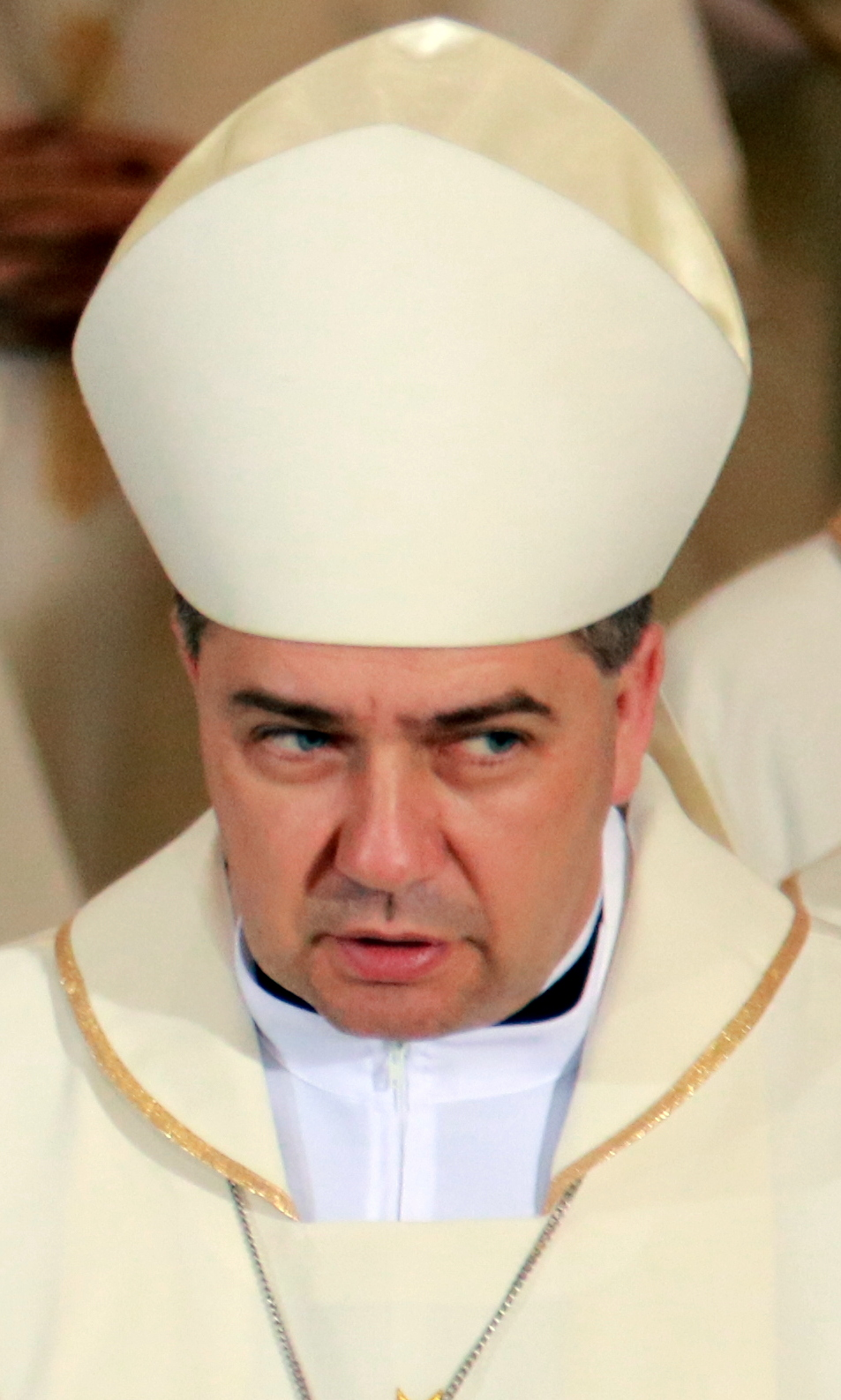
Wojciech Tomasz Osial, obispo de Łowicz desde 2024

- Alojzy Orszulik, S.A.C. † (25 de marzo de 1992-27 de marzo de 2004 retirado)
- Andrzej Franciszek Dziuba (27 de marzo de 2004-9 de marzo de 2024 renunció)
- Wojciech Tomasz Osial, desde el 12 de septiembre de 2024[nota 2]